# Малые Кулары
Малые Кулары (тат. Кышлау) — деревня в Тевризском районе Омской области России. Входит в состав Петровского сельского поселения.

## История
Основана в 1776 году. В 1928 года юрты Малые Кулары состояли из 28 хозяйств, основное население — бухарцы. В составе Кипо-Куларовского сельсовета Тевризского района Тарского округа Сибирского края.

## Население
| 1926 | 2010 |
| ---- | ---- |
| 152  | ↘111 |